# .na
.na — в Інтернеті, національний домен верхнього рівня (ccTLD) для Намібії.

## Домени 2-го та 3-го рівнів
В цьому національному домені нараховується близько 498,000 вебсторінок (станом на січень 2007 року).
У наш час використовуються та приймають реєстрації доменів 3-го рівня такі доменні суфікси (відповідно, існують такі домени 2-го рівня):
| Суфікс  | Регламентовані користувачі                                            |
| .com.na | Комерційні установи, корпорації                                       |
| .edu.na | Наукові та дослідницькі установи, коледжі, університети або інститути |
| .gov.na | Державні та урядові установи                                          |
| .in.na  | Родини, приватні особи                                                |
| .org.na | Неприбуткові, неурядові організації                                   |
| .web.na | Вебмайданчики                                                         |